# بطولة العالم للفورمولا إي 2015–16

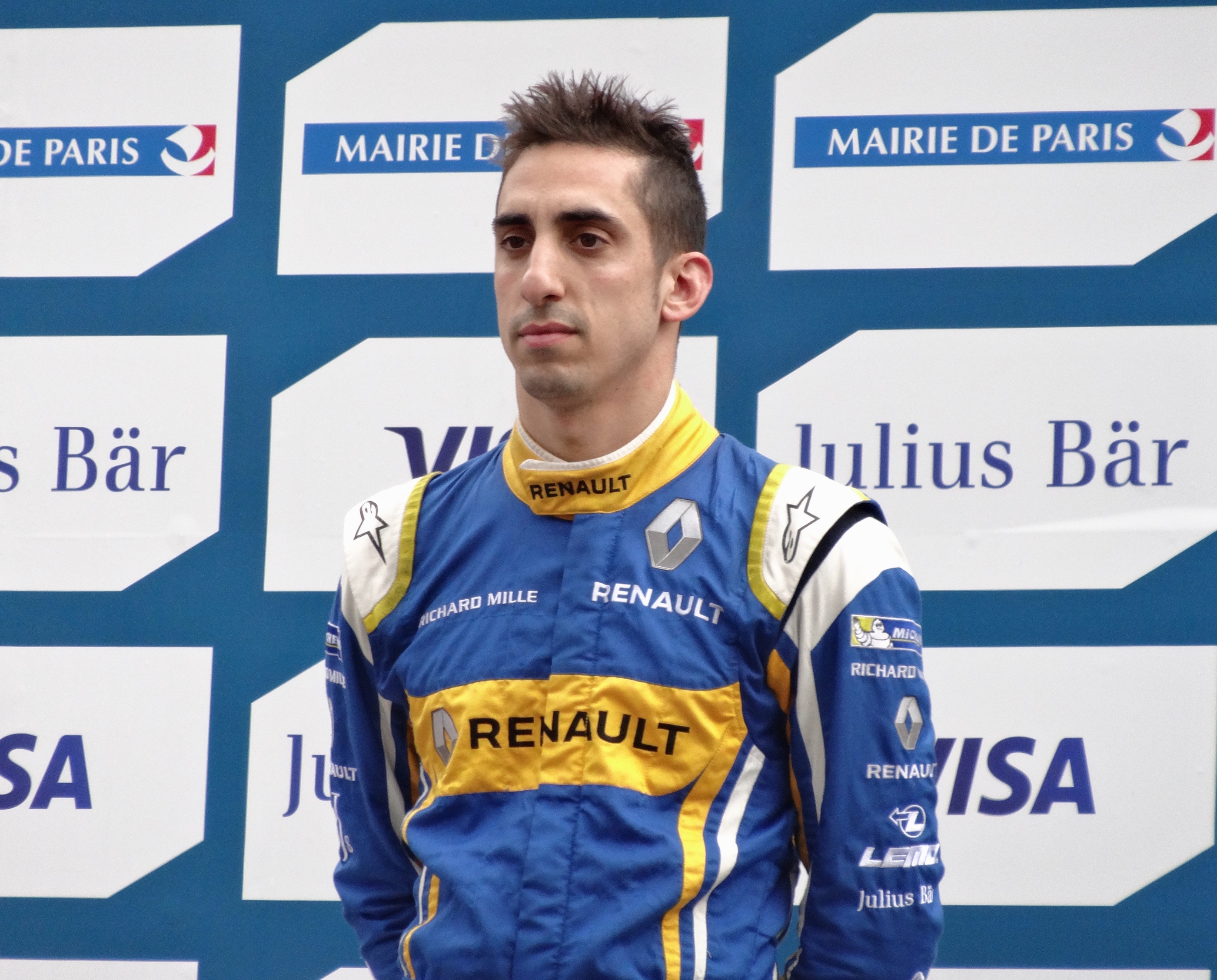
فاز سيباستيان بويمي ببطولة السائقين بنقطتين

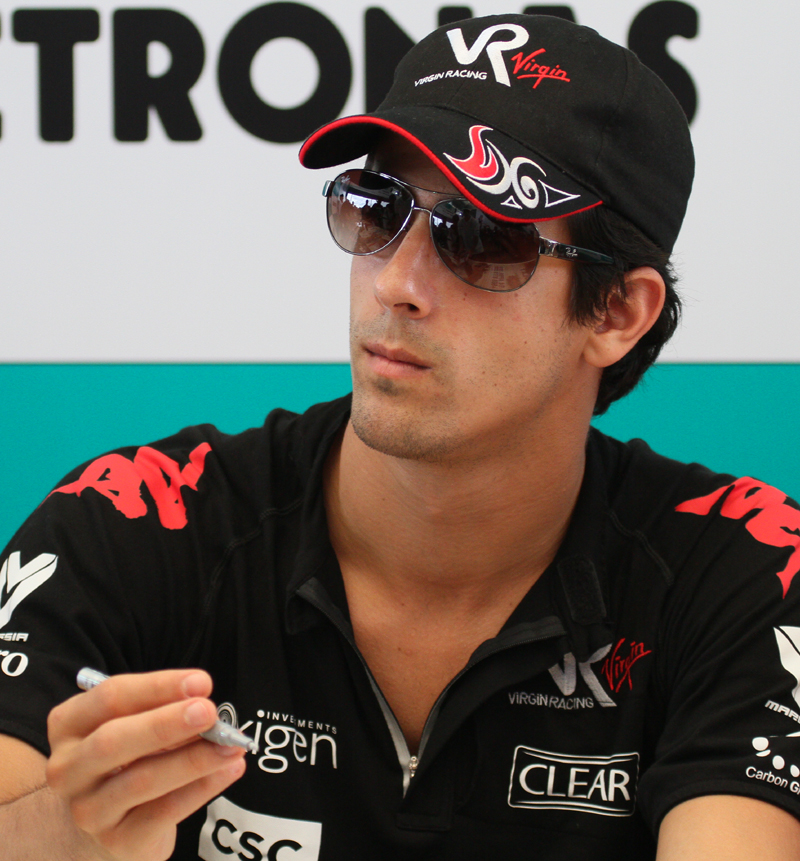
أنهى لوكاس دي غراسي (في الصورة عام 2010) الموسم الثاني ، بعد حادث مثير للجدل مع بويمي في السباق النهائي

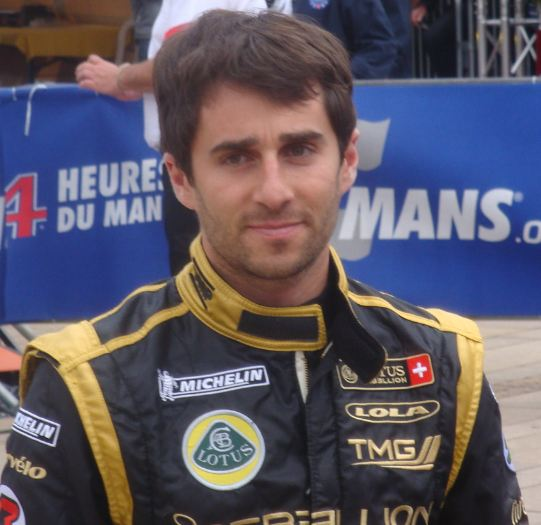
أنهى نيكولاس بروست (في الصورة عام 2012) الموسم الثالث

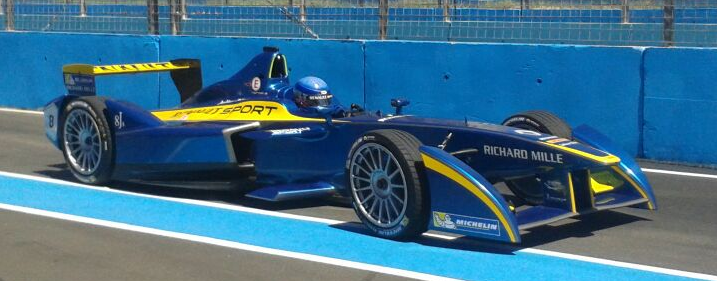
فاز فريق رينو

بطولة العالم للفورمولا إي 2015–16 هي الموسم الثاني من بطولة FIA Formula E ، التي أقيمت في الفترة من 24 أكتوبر 2015 إلى 3 يوليو 2016. شهد الموسم سبعة مصنّعين جدد ، سُمح لهم بتطوير قطارات طاقة جديدة ، وتحديداً المحرك الإلكتروني والعاكس وعلبة التروس ونظام التبريد. بطلة الفرق المدافعة. بعد عشر جولات ، فاز سيباستيان بويمي بالبطولة بفارق نقطتين فقط عن لوكاس دي غراسي بعد أن سجل أسرع لفة في السباق الأخير ، حيث لم ينته أي من السائقين بعد تحطم اللفة الافتتاحية ومحاولات عديدة لتسجيل أسرع لفة في سياراتهم الثانية. احتفظت رينو e.dams ببطولة الفرق.
تم التخطيط لبطولة العالم للفورمولا إي 2015–16 ليضم عشرة فرق كانت متطابقة بشكل أساسي من الموسم الافتتاحي. لكن انسحاب ترولي بعد فشله في دخول السباقين الأولين ترك تسعة فرق تتنافس في موسم 2015-16.  بالإضافة إلى ذلك ، كان هناك ثمانية مصنّعين لقطارات الطاقة الذين عملوا مع الفرق الفردية أو كانوا جزءًا منها. في البداية قرر فريق Aguri فقط الاحتفاظ بقطار القوة من الموسم السابق ، بينما استخدم فريق التنين قطار الطاقة المسمى فينتوري.
نظرًا للوائح ، استخدمت جميع الفرق نفس الهيكل المستخدم في الموسم الأول. تمت المصادقة على المصنّعين الثمانية من قبل الاتحاد الدولي للسيارات في أغسطس 2015.  بعد اختبارات مزعجة قبل الموسم ، قرر «أندريتي» العودة إلى قطار القوة من موسم الافتتاح.  استخدمت جميع الفرق شاسيه سبارك الإلزامي.

## تغييرات الفريق
- كانت جميع الفرق العشرة من الموسم الأول تعتزم المنافسة في الموسم الثاني ، مع بعض التغييرات في الأسماء بسبب تغييرات الرعاية أو تعاون الشركات المصنعة. [4]
- أصبحت ثمانية فرق مصنّعة وتنتج مكونات إما بأنفسهم أو مع شريك تقني: Abt (مع Schaeffler ) ، Andretti ، e.Dams e.Dams (مع رينو ) ماهيندرا ، نيكستيف ، تروللي (مع موتوماتيكا) ، فينتوري ، وفيرجن (مع DS للسيارات ). [1] في 25 أغسطس 2015 ، قرر Andretti الاحتفاظ بمجموعة نقل الحركة من الموسم السابق. [5]
- بعد الفشل في اجتياز فحص نظام الدفع الجديد الخاص بهم في أول سباقين ، انسحب ترولي من البطولة ، تاركًا 9 فرق للتنافس لبقية الموسم. [6]

## تغييرات السائق
- كارون شاندهوك وخايمي ألغيرسواري ويارنو ترولي ؛ الذين تسابقوا مع ماهيندرا وفيرجن وترولي على التوالي في موسم 2014-2015 ؛ أعلنوا أنهم لن يتنافسوا في 2015–16. [7] [8] [9]
- 1997 انضم بطل العالم للفورمولا 1 جاك فيلنوف إلى فينتوري ، ليحل محل نيك هيدفيلد ، الذي انتقل إلى ماهيندرا.
- انتقل جان إيريك فيرجني ، الذي انضم إلى أندريتي في منتصف موسم 2014-2015 ، إلى فيرجن لقيادة بدوام كامل ، ليحل محل Alguersuari. [10]
- انضم بطل Formula Renault 3.5 لعام 2012 Robin Frijns إلى السلسلة ، حيث كان يقود سيارة Andretti ، ليحل محل Vergne. [11]
- انضم سلفادور دوران ، الذي تنافس مع أملين أغوري خلال موسم 2014-2015 ، إلى فريق ترولي ، ليحل محل يارنو ترولي . [12]
- أوليفر تورفي ، الذي تسابق مع فريق الصين في دور لندن لموسم 2014-2015 ، انضم إلى الفريق بدوام كامل. [13]
- تم اختيار المخضرم Nathanaël Berthon من سلسلة GP2 للمقعد الثاني لفريق Aguri. [14]

## تغييرات منتصف الموسم
- بعد إصابة في يده في بوتراجايا ، اضطر نيك هيدفيلد إلى التغيب عن الدور التالي في بونتا ديل إستي . تم استبداله بأوليفر رولاند بطل الفورمولا رينو 3.5 . [15]
- بعد ثلاث جولات مع فريق فينتوري ، غادر جاك فيلنوف بسبب «خلاف على اتجاه الفريق». شغل مقعده مايك كونواي . [16]
- بعد ثلاث جولات ، عاد سلفادور دوران إلى فريق أجوري لبقية الموسم بعد انفصاله عن ناثانايل بيرثون . وتنافس السائق المكسيكي بالفعل في تسع جولات من الموسم الأول لفريق أجوري. [17] بعد ثلاث جولات أخرى ، تم استبداله بالسائق الصيني ما تشينغهوا في Paris ePrix . [18] ثم تنافس ما في برلين ePrix وسباقين من London ePrix .
- بسبب التزام DTM ، غاب أنطونيو فيليكس دا كوستا عن الجولة 8 ، لكنه عاد إلى London ePrix. [19] كان بديله هو متسابق التحمل رينيه راست . [20]

## تغييرات القاعدة
- تم فتح القواعد للموسم الثاني ، تماشياً مع الخطة طويلة المدى للمسلسل لاستخدام سيارة واحدة على مدار السباق بدلاً من شاسيهين منفصلين. كانت الفرق حرة في متابعة تطويرها الخاص لمجموعة نقل الحركة ، بما في ذلك المحرك الإلكتروني والعاكس وعلبة التروس ونظام التبريد. [21]
- تمت زيادة الحد الأقصى لاستخدام الطاقة أثناء السباق من 150 كيلوواط (200 bhp) إلى 170 كيلوواط (230 bhp) . ظل إجمالي استهلاك الطاقة المسموح به من البطارية محدودًا بـ 28 كيلو وات في الساعة. [22]

## تقويم
وكان من المقرر أن يشمل الموسم 11 سباقا أقيمت بين أكتوبر 2015 ويوليو 2016. تمت الموافقة على التقويم النهائي من قبل المجلس العالمي لرياضة السيارات في أكتوبر 2015.  ومع ذلك ، في مايو 2016 ، تم إلغاء ePrix في موسكو «بسبب الظروف الأخيرة وغير المتوقعة المتعلقة بإغلاق الطرق» ، مما أدى إلى تقليص الموسم إلى 10 سباقات. 
| مستدير  | إي بريكس                          | دولة             | مسار                          | تاريخ            |
| ------- | --------------------------------- | ---------------- | ----------------------------- | ---------------- |
| 1       | بكين ePrix                        | الصين            | Beijing Olympic Green Circuit | 24 أكتوبر 2015   |
| 2       | بوتراجايا إي بريكس                | ماليزيا          | حلبة شارع بوتراجايا           | 7 نوفمبر 2015    |
| 3       | بونتا ديل إستي إي بريكس           | الأوروغواي       | حلبة شارع بونتا ديل إستي      | 19 December 2015 |
| 4       | بوينس آيرس إي بريكس               | الأرجنتين        | حلبة شارع بويرتو ماديرو       | 6 فبراير 2016    |
| 5       | مكسيكو سيتي ePrix                 | المكسيك          | Autódromo هيرمانوس رودريغيز   | 12 مارس 2016     |
| 6       | لونج بيتش إي بريكس                | الولايات المتحدة | حلبة لونج بيتش ستريت          | 2 أبريل 2016     |
| 7       | باريس ePrix                       | فرنسا            | حلبة شارع باريس               | 23 أبريل 2016    |
| 8       | برلين ePrix                       | ألمانيا          | حلبة شارع برلين               | 21 مايو 2016     |
| 9       | لندن إي بريكس [الإنجليزية] Race 1 | المملكة المتحدة  | حلبة باترسي بارك ستريت        | 2 يوليو 2016     |
| 10      | سباق لندن ePrix 2                 | المملكة المتحدة  | حلبة باترسي بارك ستريت        | 3 يوليو 2016     |
| المصدر: |                                   |                  |                               |                  |

### تغييرات التقويم
- تم إسقاط Miami ePrix بعد الموسم الأول. لم يتم عرض Monaco ePrix في تقويم هذا الموسم ، لكنها عادت في الموسم التالي. [25]
- كانت مكسيكو سيتي ePrix - أول سباق على حلبة سباق دائمة - و Paris ePrix إضافات جديدة إلى التقويم. [23]
- تم نقل Berlin ePrix من مطار تمبلهوف إلى وسط المدينة. [27]
- تم إلغاء ePrix في موسكو في منتصف الموسم. [28]

## نتائج السباق
| مستدير | العنصر        | المركز الأول    | أسرع لفة            | السائق الفائز   | الفريق الفائز                    | نقل |
| ------ | ------------- | --------------- | ------------------- | --------------- | -------------------------------- | --- |
| 1      | بكين          | سيباستيان بويمي | سيباستيان بويمي     | سيباستيان بويمي | رينو                             | نقل |
| 2      | بوتراجايا     | سيباستيان بويمي | سيباستيان بويمي     | لوكاس دي غراسي  | ABT Schaeffler أودي سبورت        | نقل |
| 3      | بونتا دل إستي | جيروم دامبروسيو | سيباستيان بويمي     | سيباستيان بويمي | رينو                             | نقل |
| 4      | بوينس ايرس    | سام بيرد        | جيروم دامبروسيو     | سام بيرد        | فريق DS Virgin Racing Formula E. | نقل |
| 5      | مكسيكو سيتي   | جيروم دامبروسيو | نيكولاس بروست       | جيروم دامبروسيو | سباق التنين                      | نقل |
| 6      | شاطئ طويل     | سام بيرد        | سيباستيان بويمي     | لوكاس دي غراسي  | ABT Schaeffler أودي سبورت        | نقل |
| 7      | باريس         | سام بيرد        | نيك هيدفيلد         | لوكاس دي غراسي  | ABT Schaeffler أودي سبورت        | نقل |
| 8      | برلين         | جان إيريك فيرجن | برونو سينا          | سيباستيان بويمي | رينو                             | نقل |
| 9      | لندن          | نيكولاس بروست   | نيلسون بيكيه جونيور | نيكولاس بروست   | رينو                             | نقل |
| 10     | لندن          | سيباستيان بويمي | سيباستيان بويمي     | نيكولاس بروست   | رينو إي دامز                     | نقل |

## ترتيب البطولة
نظام النقاط
يتم منح نقاط البطولة على النحو التالي:
| موضع | الأول | الثاني | الثالث | الرابعة | الخامس | السادس | السابع | الثامن | التاسع | العاشر | عمود |   |
| نقاط | 25    | 18     | 15     | 12      | 10     | 8      | 6      | 4      | 2      | 1      | 3    | 2 |

على عكس الموسم السابق ، يتم احتساب جميع النتائج ضمن الإجمالي.